# Tánger-Tetuán
Tánger-Tetuán (en árabe: طنجة تطوان‎, en francés: Tanger-Tétouan) fue hasta 2015 una de las 16 regiones en que estaba organizado Marruecos. Su capital era Tánger. Tenía una población de 2.586.000 habitantes y una superficie de 11.290 km².
La región, situada en el norte del país, estaba bañada por el océano Atlántico y el mar Mediterráneo. Al sur limitaba con las regiones de Garb-Chrarda-Beni Hsen y de Taza-Alhucemas-Taunat. Al norte posee frontera con España, por la ciudad autónoma de Ceuta.

## Historia
Los primeros asentamientos humanos se establecieron en el paleolítico, existe constancia de que los habitantes de esta región establecieron relaciones con otros pueblos del Mediterráneo. 
La posición geográfica de la región la convirtió en cabeza de puente, tanto en tiempos de paz como de guerra. 
Durante la antigüedad se experimentó el desarrollo urbano en la región, siendo gran parte de las actuales ciudades herederas de aquellas. Por ejemplo, Tánger antigua Tingis, Arcila (Zilil), Larache (Lixus) o Tetuán (Tamuda). La gran excepción la representa Chauen, ciudad con un desarrollo más tardío que surgió en un medio rural y montañoso a causa de factores políticos y religiosos y que se desarrolló gracias a la influencia andalusí.
Las medinas de las ciudades de Tánger-Tetuán presentan un gran interés como consecuencia de su herencia histórica influida por importantes civilizaciones como Al-Ándalus, Turquía o Portugal. Al igual que todas las demás ciudades históricas de Marruecos, las ciudades de la provincia se dividen en la Medina con la Kasba y la ciudad moderna. La primera se encuentra dentro de los límites de las murallas defensivas, mientras que la segunda se desarrolló extramuros. La ciudad moderna se empezó a desarrollar durante el protectorado español (1912-1956) y el régimen internacional de Tánger. La mayoría de ciudades importantes en esta provincia tuvieron su comienzo como ciudades portuarias.

## Demografía

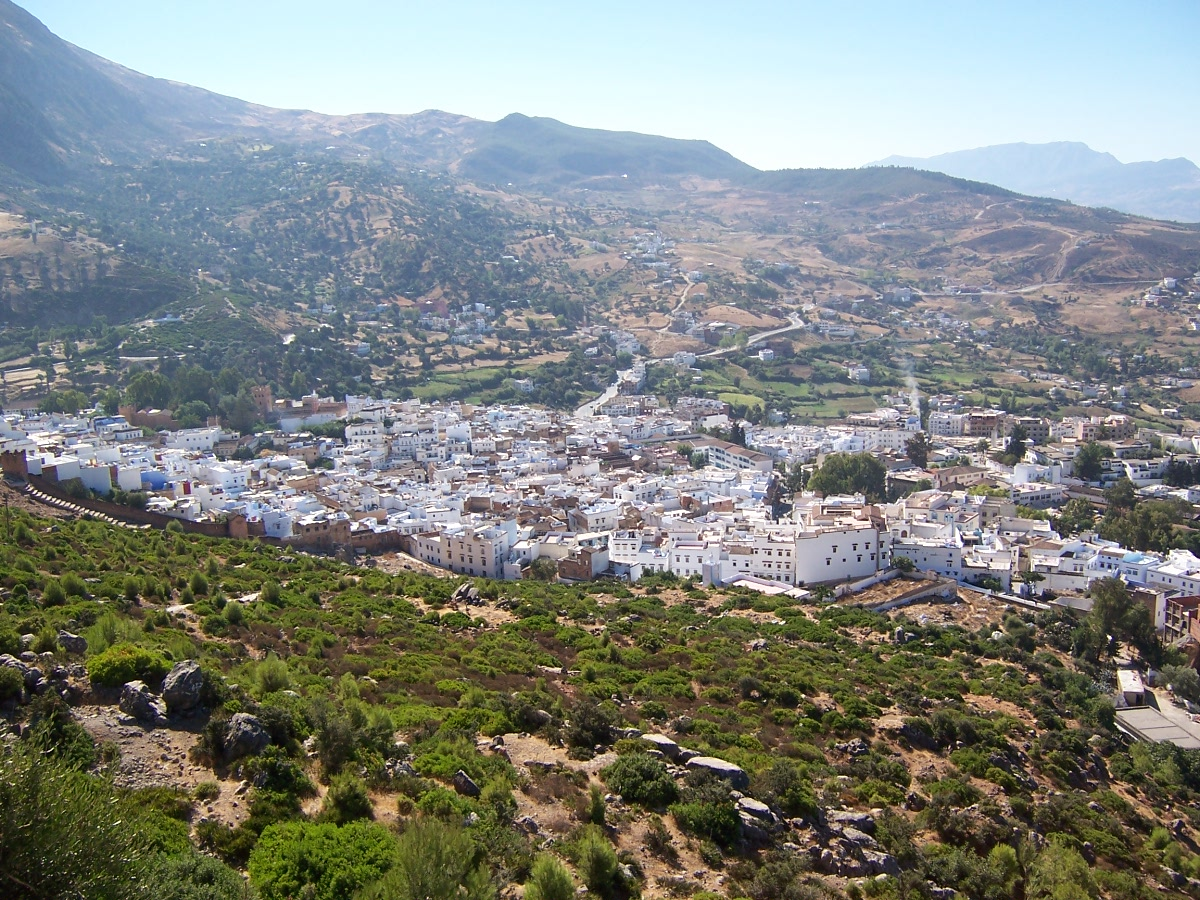
Vista de la ciudad de Chauen.

Según el censo general de población y el hábitat de 1994, la población de la región se estima en 2,04 millones de habitantes, lo que representa el 8% de la población total de Marruecos. En el año 2010 se estima que tendrá 2,8 millones de habitantes de los cuales 86% será urbana.
| 2 036 032                            | 2 470 372 | 2 602 108 |
| 1994, 2004 : censo ; 2007 : cálculo. |           |           |

## Clima
El clima presenta las características generales del clima mediterráneo, aunque por su latitud, altura y litoral, es la región de Marruecos con mayor cantidad de precipitaciones (+ 1.000 mm).

## Economía
Las principales actividades económicas son la agricultura, la ganadería, la silvicultura y la pesca, que representan el 43,5%, seguidas por el comercio (14,4%) y la industria y la artesanía (13,7%).  Sin embargo, la industria y el comercio está experimentando actualmente un muy rápido crecimiento en comparación con otras regiones del país gracias a la mejora de la red de autopistas, la construcción del puerto Tánger Med y las zonas francas.

## División administrativa

Provincias y prefecturas de la región Tánger-Tetuán en 2010.

La región estaba organizada en dos wilayas: la de Tánger-Arcila, que abarca la prefectura homónima y la de Provincia de Fahs-Anyera, y el vilayato de Tetuán, con las prefecturas de Tetuán y M'Diq-Fnideq y las provincias de Chauen y Larache.
- Provincia de Chauen
- Provincia de Larache
- Prefectura de Tetuán
- Prefectura de M'Diq-Fnideq
- Provincia de Fahs-Anyera
- Prefectura de Tánger-Arcila